# Resurrection: Greatest Hits
Resurrection: Greatest Hits (иногда просто Resurrection) — сборник ремиксов ранних композиций группы The Mission, выпущенный в 1999 году лейблом Cleopatra Records.

## Об альбоме
Для компиляции лидер группы Уэйн Хасси заново записал и спродюсировал наиболее известные композиции из раннего творчества коллектива. Многие песни претерпели кардинальные изменения. По словам Уэйна Хасси, это объясняется тем, что он «не хотел, чтобы на сборнике звучала группа The Mission, но лишь он один».

## Список композиций
1. Prelude: Anniversary 0:29
2. Wasteland 4:45
3. Severina 4:30
4. Love Me To Death 4:56
5. Interlude: Never Forever 1:12
6. Beyond The Pale 5:18
7. Deliverance 4:42
8. Without You 5:15
9. Like A Child Again 4:35
10. Sacrilege 4:58
11. You Make Me Breathe 4:59
12. Crystal Ocean 5:03
13. Interlude: Suffer The Children 0:58
14. Butterfly On A Wheel 4:55
15. Interlude: Infection 0:24
16. Hands Across The Ocean 4:40
17. 1969 2:53
18. Resurrection 2:01